# Les Protagonistes
Pour plus de détails, voir Fiche technique et Distribution.
Les Protagonistes (I protagonisti) est un film italien réalisé par Marcello Fondato, sorti en 1968. Le film était sélectionné pour le Festival de Cannes 1968.

## Fiche technique
- Titre original : I protagonisti
- Titre français : Les Protagonistes
- Réalisation : Marcello Fondato
- Scénario : Marcello Fondato et Ennio Flaiano
- Photographie : Marcello Gatti
- Musique : Luis Bacalov
- Pays d'origine :  Italie
- Format : Couleurs - Mono
- Genre : drame
- Durée : 105 minutes
- Date de sortie : 1968 en Italie

## Distribution
- Sylva Koscina : Nancy
- Jean Sorel : Roberto
- Pamela Tiffin : Gabriella
- Lou Castel : Taddeu
- Luigi Pistilli : Tassoni
- Maurizio Bonuglia : Nino
- Giovanni Petrucci : Carlo
- Gabriele Ferzetti : le commissaire